# Albrecht Möller
Albrecht Friedrich Möller (* 3. Juni 1911 in Plau am See; † 22. März 1994 in Kiel) war ein nationalsozialistischer Funktionär, der als Gebietsführer der Hitler-Jugend im Gebiet Ostsee tätig war.
Möller besuchte das Realgymnasium in Rostock. Nachdem er bereits seit 1928 Mitglied der SA und der HJ gewesen war, trat er mit 18 Jahren zum 1. Juni 1930 der NSDAP bei (Mitgliedsnummer 250.233). 1932 wurde er zum Gebietsführer der HJ im Gebiet Ostsee ernannt. Ihm unterstanden der Bann Pommern-Ost, Pommern-West und Mecklenburg-Lübeck. Seinen Dienstsitz hatte er in Rostock. 
Er verfasste die Schrift Wir werden das Volk. Wesen und Forderung der Hitlerjugend, die 1935 in Breslau erschien.